# Masoarivo (Melaky)
Masoarivo ist ein Ort in Madagaskar.
Das ca. 7500 Einwohner (Stand: 2001) zählende Masoarivo liegt auf 9 m Höhe in der Region Melaky, in der ehemaligen Provinz Mahajanga, in Westmadagaskar.
Die Einwohner, die zu dem Volk der Sakalava gehören, leben zu 54 % der Landwirtschaft und bauen hauptsächlich Reis, Bananen, Mais, und Maniok an. 23 % bestreiten mit Viehzucht und 20 % mit Fischfang ihren Lebensunterhalt.